# Skeleton-Intercontinentalcup 2019/20
Die Saison 2019/20 war die dreizehnte Saison des Skeleton-Intercontinentalcups, welcher von der IBSF organisiert und ausgetragen wird. Diese Rennserie bildete das Bindeglied vom Weltcup 2019/20 zum Europacup 2019/20 und Nordamerikacup 2019/20. Die Ergebnisse der acht Saisonläufe an fünf Wettkampforten flossen in das IBSF-Skeleton-Ranking 2019/20 ein.
Bei den Frauen sicherte sich die US-Amerikanerin Kelly Curtis den Sieg in der Gesamtwertung vor Susanne Kreher aus Deutschland und Katie Uhlaender aus den USA. Christopher Grotheer aus Deutschland konnte vor dem Chinesen Chen Wenhao und den Kanadier Dave Greszczyszyn die Gesamtwertung gewinnen.

## Frauen

### Veranstaltungen
| Datum             | Ort         | 1. Platz                         | 2. Platz       | 3. Platz        |
| ----------------- | ----------- | -------------------------------- | -------------- | --------------- |
| 23. November 2019 | Sotschi     | Susanne Kreher                   | Renata Chusina | Alena Frolova   |
| 24. November 2019 | Sotschi     | Susanne Kreher                   | Renata Chusina | Madelaine Smith |
| 7. Dezember 2019  | Winterberg  | Susanne Kreher                   | Hannah Neise   | Katie Uhlaender |
| 14. Dezember 2019 | Königssee   | Hannah Neise                     | Susanne Kreher | Renata Chusina  |
| 23. Januar 2020   | Lake Placid | Katie Uhlaender                  | Sara Roderick  | Kelly Curtis    |
| 24. Januar 2020   | Lake Placid | Katie Uhlaender Kimberley Murray | –              | Sara Roderick   |
| 31. Januar 2020   | Pyeongchang | Katie Uhlaender                  | Kimberley Bos  | Zhu Yangqi      |
| 1. Februar 2020   | Pyeongchang | Kimberley Bos                    | Kelly Curtis   | Katie Uhlaender |

### Gesamtwertung
| Rang | Pilotin               | Pilotin                | Sotschi           | Sotschi           | Winterberg       | Königssee         | Lake Placid     | Lake Placid     | Pyeongchang     | Pyeongchang     | Punkte |
| Rang | Name                  | Land                   | 23. November 2019 | 24. November 2019 | 7. Dezember 2019 | 14. Dezember 2019 | 23. Januar 2020 | 24. Januar 2020 | 31. Januar 2020 | 1. Februar 2020 | Punkte |
| ---- | --------------------- | ---------------------- | ----------------- | ----------------- | ---------------- | ----------------- | --------------- | --------------- | --------------- | --------------- | ------ |
| 01   | Kelly Curtis          | Vereinigte Staaten     | 06                | 08                | 04               | 10                | 03              | 05              | 04              | 02              | 736    |
| 02   | Susanne Kreher        | Deutschland            | 01                | 01                | 01               | 02                | 04              | 04              | –               | –               | 662    |
| 03   | Katie Uhlaender       | Vereinigte Staaten     | –                 | –                 | 03               | 09                | 01              | 01              | 01              | 03              | 640    |
| 04   | Sara Roderick         | Vereinigte Staaten     | 10                | 13                | 10               | 13                | 02              | 03              | 08              | 08              | 636    |
| 05   | Ashleigh Fay Pittaway | Vereinigtes Königreich | 07                | 05                | 04               | DNF               | 12              | 10              | 07              | 04              | 588    |
| 06   | Qi Jinghua            | Volksrepublik China    | 08                | 10                | 12               | 15                | 15              | 15              | 12              | 11              | 504    |
| 07   | Alena Frolova         | Russland               | 03                | 06                | 09               | 11                | 08              | 09              | –               | –               | 490    |
| 08   | Anastassija Trufanowa | Russland               | 04                | 04                | 16               | 04                | 10              | 11              | –               | –               | 476    |
| 09   | Hannah Neise          | Deutschland            | –                 | –                 | 02               | 01                | 06              | 06              | –               | –               | 406    |
| 10   | Renata Chusina        | Russland               | 02                | 02                | 08               | 03                | –               | –               | –               | –               | 402    |

## Männer

### Veranstaltungen
| Datum             | Ort         | 1. Platz             | 2. Platz              | 3. Platz              |
| ----------------- | ----------- | -------------------- | --------------------- | --------------------- |
| 23. November 2019 | Sotschi     | Christopher Grotheer | Marcus Wyatt          | Jegor Wesselow        |
| 24. November 2019 | Sotschi     | Jegor Wesselow       | Christopher Grotheer  | Konstantin Choroschko |
| 7. Dezember 2019  | Winterberg  | Christopher Grotheer | Kilian von Schleinitz | Jerry Rice            |
| 14. Dezember 2019 | Königssee   | Martin Rosenberger   | Fabian Küchler        | Christopher Grotheer  |
| 23. Januar 2020   | Lake Placid | Chen Wenhao          | Craig Thompson        | Martin Rosenberger    |
| 24. Januar 2020   | Lake Placid | Christopher Grotheer | Martin Rosenberger    | Craig Thompson        |
| 31. Januar 2020   | Pyeongchang | Jung Seung-gi        | Christopher Grotheer  | Craig Thompson        |
| 1. Februar 2020   | Pyeongchang | Jung Seung-gi        | Kilian von Schleinitz | Craig Thompson        |

### Gesamtwertung
| Rang | Pilotin               | Pilotin             | Sotschi           | Sotschi           | Winterberg       | Königssee         | Lake Placid     | Lake Placid     | Pyeongchang     | Pyeongchang     | Punkte |
| Rang | Name                  | Land                | 23. November 2019 | 24. November 2019 | 7. Dezember 2019 | 14. Dezember 2019 | 23. Januar 2020 | 24. Januar 2020 | 31. Januar 2020 | 1. Februar 2020 | Punkte |
| ---- | --------------------- | ------------------- | ----------------- | ----------------- | ---------------- | ----------------- | --------------- | --------------- | --------------- | --------------- | ------ |
| 01   | Christopher Grotheer  | Deutschland         | 01                | 02                | 01               | 03                | 08              | 01              | 02              | 04              | 858    |
| 02   | Chen Wenhao           | Volksrepublik China | 06                | 09                | 07               | 04                | 01              | 08              | 12              | 06              | 696    |
| 03   | David Greszczyszyn    | Kanada              | 09                | 10                | 08               | 07                | 14              | 13              | 17              | 19              | 544    |
| 04   | Stephen Garbett       | Vereinigte Staaten  | 18                | 17                | 15               | 11                | 04              | 06              | 10              | 12              | 524    |
| 05   | Jegor Wesselow        | Russland            | 03                | 05                | 04               | 12                | 09              | 05              | –               | –               | 522    |
| 06   | Daniil Romanov        | Russland            | 06                | 04                | 05               | 08                | 04              | 12              | –               | –               | 516    |
| 07   | Fabian Küchler        | Deutschland         | 08                | 06                | 05               | 02                | 11              | 15              | –               | –               | 490    |
| 08   | Konstantin Choroschko | Russland            | 04                | 03                | 12               | 09                | 12              | 09              | –               | –               | 478    |
| 09   | Samuel Keiser         | Schweiz             | 12                | 12                | 13               | 14                | 16              | 18              | 11              | 10              | 472    |
| 10   | Mike Rogals           | Vereinigte Staaten  | 16                | 15                | 13               | 13                | 07              | 11              | 13              | 19              | 469    |